# خوجة خراسان
خوجة خراسان هي بلدة في مقاطعة شهرسبز في ولاية قشقداريا في أوزبكستان.